# Alexandra Meissnitzer
Alexandra Meissnitzer (Abtenau, 18 de junio de 1973) es una deportista austríaca que compitió en esquí alpino; dos veces campeona mundial.

## Trayectoria
Participó en cuatro Juegos Olímpicos de Invierno, entre los años 1994 y 2006, obteniendo tres medallas, dos en Nagano 1998, plata en el eslalon gigante y bronce en el supergigante, y una de bronce en Turín 2006, en el supergigante, y el cuarto lugar en Salt Lake City 2002 (eslalon gigante y supergigante).
Ganó tres medallas en el Campeonato Mundial de Esquí Alpino, en los años 1999 y 2003. En la Copa del Mundo consiguió catorce victorias y 44 podios en total.
En 1998 recibió la Condecoración de Honor de Oro de la Orden al Mérito de la República de Austria. En 1998 y 1999 fue nombrada «Deportista femenina del año» en su país.
Se retiró de la competición en 2008. Posteriormente, trabajó de comentadora deportiva para la cadena ORF. En 2011 participó en el programa de la ORF Dancing Stars; fue emparejada con el bailarín Florian Gschaider y terminaron el concurso en la segunda posición.

## Palmarés internacional
| Juegos Olímpicos   | Juegos Olímpicos                   | Juegos Olímpicos  | Juegos Olímpicos |
| Año                | Lugar                              | Medalla           | Prueba           |
| ------------------ | ---------------------------------- | ----------------- | ---------------- |
| 1998               | Nagano (Japón)                     | Medalla de plata  | Eslalon gigante  |
| 1998               | Nagano (Japón)                     | Medalla de bronce | Supergigante     |
| 2006               | Turín (Italia)                     | Medalla de bronce | Supergigante     |
| Campeonato Mundial |                                    |                   |                  |
| Año                | Lugar                              | Medalla           | Prueba           |
| 1999               | Vail/Beaver Creek (Estados Unidos) | Medalla de oro    | Eslalon gigante  |
| 1999               | Vail/Beaver Creek (Estados Unidos) | Medalla de oro    | Supergigante     |
| 2003               | St. Moritz (Suiza)                 | Medalla de plata  | Descenso         |